# Ali Zahran
Ali Zahran, né le 21 août 1989 à Port-Saïd, est un gymnaste artistique égyptien.

## Carrière
Ali Zahran remporte la médaille d'or aux anneaux et la médaille d'argent par équipes aux Championnats d'Afrique 2016 à Alger ainsi qu'aux Championnats d'Afrique 2018 à Swakopmund. Aux Jeux méditerranéens de 2018 à Tarragone, il obtient la médaille de bronze aux anneaux. Il est également médaillé d'or aux anneaux aux Internationaux de France de gymnastique artistique 2018 à Paris.
Aux Jeux africains de 2019 à Rabat, il est médaillé d'or aux anneaux et médaillé d'argent par équipes.
Il est médaillé de bronze aux anneaux aux Jeux méditerranéens de 2022 à Oran.
Il est médaillé d'or aux anneaux ainsi qu'au concours par équipes aux Championnats d'Afrique de gymnastique artistique 2024 à Marrakech.